# Гайнріх Дрессель

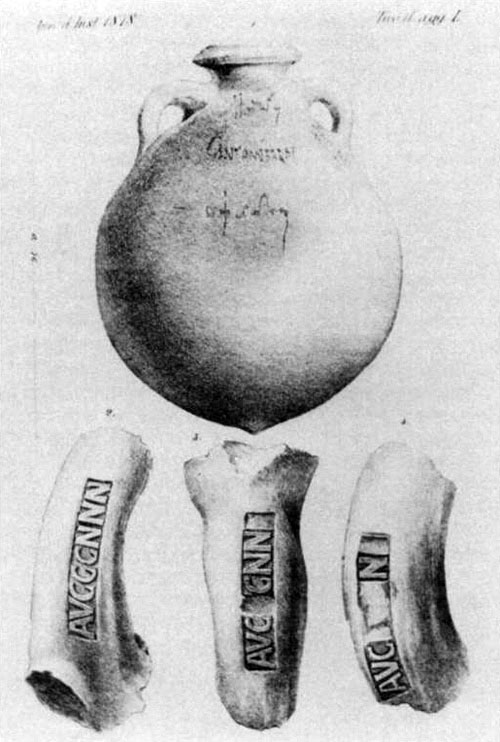
Амфора Дресселя 20 із штампами на ручках і титулами з Монте Тестаччо.

Гайнріх Дрессель (нім. Heinrich Dressel; 16 червня 1845 , Рим — 17 липня 1920 , Тайзендорф) — німецький епіграфіст і нумізмат.

## Біографія
Гайнріх Дрессель був сином Альберта Дресселя (1808—1875), приватного вченого в Римі та секретаря прусського посла у Ватикані Карла фон Бунзена. Він був учнем Теодора Моммзена і спочатку працював переважно в галузі епіграфіки. З 1874 року він працював з Моммзеном над Corpus Inscriptionum Latinarum. 1880 року на Квіриналі виявив «Напис Дуенос» — одну з найдавніших пам'яток латинської писемності. У 1877 році він став членом Археологічного інституту в Римі, а через рік був призначений професором. З 1885 року він працював у Берлінському монетному кабінеті, у 1886 році став помічником директора, а з 1898 по 1919 рік разом з Юліусом Менадьєром був його директором. 24 квітня 1902 року він став членом Прусської академії наук, а з 1902 по 1911 рік був директором Грецького монетного двору Академії.
Назви численних форм амфор періоду Римської імперії були дані Гайнріхом Дресселем під час його роботи для Corpus Inscriptionum Latinarum. Він редагував написи римських міст, включаючи численні невеликі написи на амфорах з Монте Тестаччо.

## Вибрані публікації
- Dressel, Heinrich (1899). Corpus Inscriptionum Latinarum, volume XV. Берлін 1899.
- Dressel, Heinrich. Inscriptiones urbis Romae latinae. Instrumentum domesticum.
- Dressel, Heinrich (1906). Fünf Goldmedaillons aus dem Funde von Abukir; Berlin: Verlag der Königl. Akademie der Wissenschaften.[4]